# Bert Bus
Pour les articles homonymes, voir Bus.
 (octobre 2022).
Si vous disposez d'ouvrages ou d'articles de référence ou si vous connaissez des sites web de qualité traitant du thème abordé ici, merci de compléter l'article en donnant les références utiles à sa vérifiabilité et en les liant à la section « Notes et références ».
Bert Bus est un dessinateur de bande dessinée né le 19 juillet 1931 aux Pays-Bas et décédé le 28 août 2017.

## Biographie
(janvier 2019).
Il commence sa carrière pour l'éditeur néerlandais De Spaarnestad juste après la Seconde Guerre mondiale et lui restera fidèle tout le long de sa carrière. La plupart de ses créations parurent dans la revue Sjors.
- 1953 à 1956 : Olaf Noord (science-fiction)
- 1955 à 1956 : Skokan, série humoristique sur la préhistoire.
- 1956 à 1959 : Theban, de Eerste Wereldreiziger, série historique
- 1960 à 1961 : De Brug in het Oerwoud récit complet
- 1962 : De Gouden Kraag récit complet
- 1963 : De Slavenkoopman van Pompeï récit complet
- 1963 à 1968 : De Avonturen van Cliff Rendall série de science-fiction, Huckleberry Finn et Lance Barton
- Jola, Nancy Drew pour la revue Tina.
- 1971 : Archie, de Man van Staal reprise de la bande britannique Robot Archie traduite en France en petit format dans les revues Atoll et Archie.
- 1975 : Stef Ardoba pour la revue Eppo
- 1986 à 1987 : la trilogie Russ Bender dans Sjosji.